# 菊池真人
菊池 真人（きくち まなと、1989年6月18日 - ）は、福島県出身のバスケットボール選手である。ポジションはフォワード。名古屋ダイヤモンドドルフィンズ所属。

## 来歴
2005年4月、日本大学東北高等学校に進学。1年生時よりメンバー入りし、2005年全国高等学校総合体育大会バスケットボール競技大会（インターハイ）と全国高等学校バスケットボール選抜優勝大会（ウィンターカップ）に出場。高校卒業後はクラブチームでプレーを続けていた。
2012年、JBL2のデイトリックつくばに入団。
2013年7月、仙台89ERSのトライアウトに合格して入団。以後bjリーグ・仙台の主力選手として活躍した。
2016年9月、bjリーグがNBLと統合し、プロバスケットボールリーグ「B.LEAGUE」が発足。シーズンを通して苦戦が続く仙台89ERSの主力として支えたが、その甲斐も虚しく、B2リーグへの降格が決定。仙台を退団し、サンロッカーズ渋谷へ移籍する。
2018年6月、名古屋ダイヤモンドドルフィンズへの加入が発表される。
2025年5月、現役引退を表明。

## 経歴
- 棚倉町バスケットボールスポーツ少年団（1998-02） - 棚倉町立棚倉中学校（2002-05） - 日本大学東北高等学校（2005-08） - 郡山クラブ（2008-12） - デイトリックつくば（JBL2、2012-13） - 仙台89ERS（bjリーグ→B.LEAGUE、2013-2017） - サンロッカーズ渋谷（B.LEAGUE、2017-2018） - 名古屋ダイヤモンドドルフィンズ（B.LEAGUE、2018-）

## 記録
| シーズン | チーム | GP | GS | MPG  | FG%  | 3P% | FT%  | RPG | APG | SPG | BPG | TO  | PPG |
| -------- | ------ | -- | -- | ---- | ---- | --- | ---- | --- | --- | --- | --- | --- | --- |
| 2013-14  | 仙台   | 29 | 1  | 4.2  | .375 | --- | .471 | 0.6 | 0.2 | 0.2 | 0   | 0.2 | 0.9 |
| 2014-15  | 仙台   | 52 |    | 19.1 | .470 | --- | .511 | 2.5 | 1.1 | 0.9 | 0.2 | 0.8 | 4.8 |